# Szreniawa (dopływ Wisły)
Szreniawa, Strzeniawa – rzeka, lewy dopływ Wisły o długości 87,39 km i powierzchni dorzecza 706 km². 
Źródła rzeki znajdują się w okolicach Wolbromia, obszar źródliskowy stanowi rozległe torfowisko. Płynie z Wyżyny Olkuskiej (na Wyżynie Krakowsko-Częstochowskiej), przez Wyżynę Miechowską i Płaskowyż Proszowicki (w Niecce Nidziańskiej). Przepływa przez miejscowości Szreniawa, Słomniki, Niedźwiedź, Niegardów, Proszowice, Książnice Wielkie, Koszyce. Do Wisły uchodzi we wsi Sokołowice, znajdującej się w gminie Koszyce w około 144 km biegu Wisły. Jej lewymi dopływami są Cicha, Pojałówka, Ścieklec, Łękawa, a prawymi Gołczanka i Goszcza.
W środkowym biegu dolina rzeki osiąga szerokość ok. 2 km, a dno doliny jest zmeliorowane. Zlewnia Szreniawy zbudowana jest z wapienia i margli kredowych. W środkowym i dolnym biegu rzeki pod marglami zalegają iły. Doliną wiedzie szlak „Młyny Doliny Szreniawy”.